# Emily Nishikawa
Emily Nishikawa (* 26. Juli 1989 in Whitehorse) ist eine ehemalige kanadische Skilangläuferin.

## Werdegang
Nishikawa nahm von 2005 bis 2020 vorwiegend am Nor Am Cup teil. Dabei holte sie 34 Siege und gewann in der Saison 2013/14 und 2014/15 die Gesamtwertung. In der Saison 2016/17 wurde sie Dritte und 2010/11 und 2011/12 jeweils Zweite in der Gesamtwertung. Ihr erstes Weltcuprennen lief sie im Januar 2008 in Canmore, welches sie mit dem 53. Platz über 10 km Freistil beendete. Bei der kanadischen Skilanglaufmeisterschaften 2012 gewann sie Gold über 10 km Freistil und Bronze über 5 km klassisch. Bei den nordischen Skiweltmeisterschaften 2013 im Val di Fiemme belegte sie den 57. Rang über 10 km Freistil und im Sprint. Ihre besten Platzierungen bei den Olympischen Winterspielen 2014 in Sotschi waren der 42. Rang im 15-km-Skiathlon und der 14. Platz mit der Staffel. Bei den kanadischen Skilanglaufmeisterschaften 2014 in Corner Brook gewann sie Gold über 5 km klassisch und Silber im 30-km-Massenstartrennen. Ihre ersten Weltcuppunkte holte sie im Dezember 2014 in Davos mit dem 29. Rang über 10 km klassisch Im Februar 2015 errang sie bei den nordischen Skiweltmeisterschaften in Falun den 32. Platz im 30-km-Massenstartrennen und den 30. Platz über 10 km Freistil. Ihre bisher beste Platzierung erreichte sie im März 2015 in Lahti mit dem 23. Platz über 10 km klassisch. In der Saison 2015/16 kam sie bei der Nordic Opening in Ruka auf den 60. Platz und bei der Ski Tour Canada auf den 37. Rang. In der folgenden Saison belegte sie den 46. Platz bei der Weltcup-Minitour in Lillehammer und den 38. Rang beim Weltcup-Finale in Québec. Ihre besten Platzierungen, beim Saisonhöhepunkt den nordischen Skiweltmeisterschaften 2017 in Lahti, waren der 37. Platz über 10 km klassisch und der zehnte Rang mit der Staffel. Ende März 2017 wurde sie in Canmore kanadische Meisterin über 10 km klassisch, im Sprint und im 30-km-Massenstartrennen. In der Saison 2017/18 errang sie den 69. Platz beim Ruka Triple und den 48. Platz beim Weltcupfinale in Falun. Ihre besten Platzierungen bei den Olympischen Winterspielen 2018 in Pyeongchang waren der 30. Platz im 30-km-Massenstartrennen und der jeweils der 13. Rang mit der Staffel und zusammen mit Dahria Beatty im Teamsprint.
In der Saison 2018/19 belegte Nishikawa den 25. Platz bei der Tour de Ski 2018/19 und den 31. Rang beim Weltcupfinale in Québec. Dabei erreichte sie bei der Abschlussetappe der Tour de Ski mit dem 20. Platz ihre beste Platzierung im Weltcupeinzel. Bei den nordischen Skiweltmeisterschaften 2019 in Seefeld in Tirol lief sie auf den 39. Platz im 30-km-Massenstartrennen, auf den 36. Rang über 10 km klassisch und jeweils auf den 12. Platz mit der Staffel und zusammen mit Dahria Beatty im Teamsprint. Im März 2019 wurde sie in Gatineau kanadische Meisterin über 10 km klassisch und Zweite in der Verfolgung. Letztmals im Weltcup startete sie bei der Ski Tour 2020, wobei sie den 35. Platz errang.

## Teilnahmen an Weltmeisterschaften und Olympischen Winterspielen

### Olympische Spiele
- 2014 Sotschi: 13. Platz Staffel, 40. Platz 15 km Skiathlon, 44. Platz 30 km Freistil Massenstart
- 2018 Pyeongchang: 13. Platz Teamsprint Freistil, 13. Platz Staffel, 30. Platz 30 km klassisch Massenstart, 32. Platz 10 km Freistil, 34. Platz Sprint klassisch, 44. Platz 15 km Skiathlon

### Nordische Skiweltmeisterschaften
- 2013 Val di Fiemme: 38. Platz 30 km klassisch Massenstart, 57. Platz 10 km Freistil, 57. Platz Sprint klassisch
- 2015 Falun: 30. Platz 10 km Freistil, 32. Platz 30 km klassisch Massenstart
- 2017 Lahti: 10. Platz Staffel, 37. Platz 10 km klassisch, 38. Platz 15 km Skiathlon, 40. Platz 30 km Freistil Massenstart
- 2019 Seefeld in Tirol: 12. Platz Staffel, 12. Platz Teamsprint klassisch, 36. Platz 10 km klassisch, 39. Platz 30 km Freistil Massenstart

## Siege bei Continental-Cup-Rennen
| Nr. | Datum                | Ort              | Disziplin                     | Serie      |
| --- | -------------------- | ---------------- | ----------------------------- | ---------- |
| 01. | 11. Februar 2011     | Cantlay          | 3 km Freistil                 | Nor-Am Cup |
| 02. | 12. Februar 2011     | Cantlay          | Sprint Freistil               | Nor-Am Cup |
| 03. | 13. Februar 2011     | Cantlay          | 15 km klassisch Verfolgung    | Nor-Am Cup |
| 04. | 11.–13. Februar 2011 | Cantlay          | 20 km Mini Tour               | Nor-Am Cup |
| 05. | 12. Januar 2012      | Whistler         | 15 km Skiathlon               | Nor-Am Cup |
| 06. | 15. Januar 2012      | Whistler         | 10 km klassisch               | Nor-Am Cup |
| 07. | 20. Januar 2012      | Canmore          | 5 km klassisch                | Nor-Am Cup |
| 08. | 22. Januar 2012      | Canmore          | 10 km Freistil Verfolgung     | Nor-Am Cup |
| 09. | 04. Februar 2012     | Cantlay          | 10 km Freistil                | Nor-Am Cup |
| 10. | 20. März 2012        | Mont Sainte-Anne | 10 km Freistil 1              | Nor-Am Cup |
| 11. | 09. Dezember 2012    | Vernon           | 10 km Freistil                | Nor-Am Cup |
| 12. | 03. Januar 2013      | Thunder Bay      | 15 km Skiathlon               | Nor-Am Cup |
| 13. | 06. Januar 2013      | Thunder Bay      | 10 km Freistil                | Nor-Am Cup |
| 14. | 03. Februar 2013     | Cantlay          | 15 km klassisch Verfolgung    | Nor-Am Cup |
| 15. | 15. Dezember 2013    | Rossland         | Sprint Freistil               | Nor-Am Cup |
| 16. | 09. Januar 2014      | Canmore          | 10 km klassisch               | Nor-Am Cup |
| 17. | 16. März 2014        | Corner Brook     | 5 km klassisch 1              | Nor-Am Cup |
| 18. | 08. Januar 2015      | Duntroon         | 15 km Skiathlon               | Nor-Am Cup |
| 19. | 11. Januar 2015      | Duntroon         | 10 km Freistil                | Nor-Am Cup |
| 20. | 15. Januar 2015      | Canmore          | 10 km klassisch               | Nor-Am Cup |
| 21. | 18. Januar 2015      | Canmore          | 15 km Freistil Massenstart    | Nor-Am Cup |
| 22. | 31. Januar 2015      | Cantlay          | 10 km Freistil                | Nor-Am Cup |
| 23. | 01. Februar 2015     | Cantlay          | 10 km klassisch Massenstart   | Nor-Am Cup |
| 24. | 17. März 2015        | Thunder Bay      | 10 km klassisch 1             | Nor-Am Cup |
| 25. | 20. März 2016        | Whitehorse       | 5 km klassisch 1              | Nor-Am Cup |
| 26. | 26. März 2016        | Whitehorse       | 30 km klassisch Massenstart 1 | Nor-Am Cup |
| 27. | 21. Januar 2017      | Whistler         | 10 km klassisch               | Nor-Am Cup |
| 28. | 21. März 2017        | Canmore          | 10 km klassisch 1             | Nor-Am Cup |
| 29. | 22. März 2017        | Canmore          | Sprint klassisch 1            | Nor-Am Cup |
| 30. | 25. März 2017        | Canmore          | 30 km Freistil Mst. 1         | Nor-Am Cup |
| 31. | 13. März 2019        | Gatineau         | 10 km klassisch 1             | Nor-Am Cup |
| 32. | 14. März 2019        | Gatineau         | 15 km Freistil Verfolgung 1   | Nor-Am Cup |
| 33. | 1. Februar 2020      | Mont Sainte-Anne | 10 km klassisch               | Nor-Am Cup |
| 34. | 2. Februar 2020      | Mont Sainte-Anne | 15 km Freistil Massenstart    | Nor-Am Cup |